# 班迪斯鎮區 (北卡羅萊納州卡托巴縣)
班迪斯鎮區（英語：Bandy's Township）是位於美國北卡羅萊納州卡托巴縣的一個鎮區。

## 地方資料
班迪斯鎮區的面積為114.21平方千米，皆為陸地。根據2020年美國人口普查的數據，當地共有人口4902人，而人口密度為每平方千米42.92人。